# Hôtel des Terres Rouges

Das Hôtel des Terres Rouges ist ein Gebäude (Hausnummer 4, Boulevard Franklin D. Roosevelt) in der Luxemburger Obererstadt, in dem seit Januar 2012 das luxemburgische Ministerium für Kultur seinen Sitz hat.

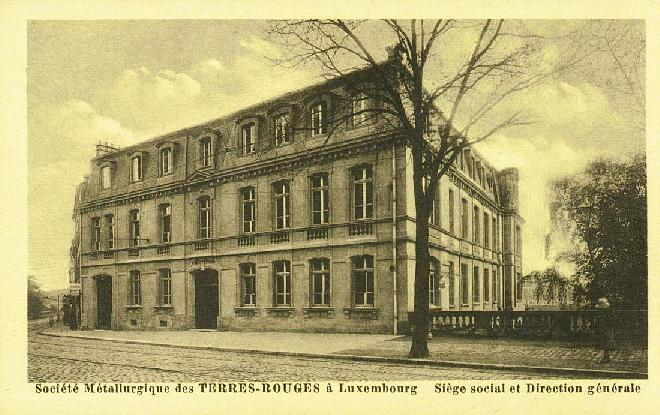
Den Hôtel des Terres Rouges (no 1922).

Das Gebäude wurde 1872 nach dem Abriss der Befestigungsanlagen an der Stelle der Bastion Louis errichtet. Ursprünglich verfügte das Gebäude über ein Erdgeschoss und ein Dachgeschoss und war das Geschäftshaus der Firma Delahaye et Fischer.
Nach der Auflösung dieser Firma übernahm Henri Fischer im Jahr 1900 das Gebäude. Fischer war Gemeinderat und Versicherungsvertreter der „Compagnie belge d’assurances générales sur la vie“. Als Fischer 1902 starb, ging das Gebäude an seinen Vater, Dr. jur. Paul Stumper, über. Er war Staatsrat und Generalvertreter verschiedener Versicherungsgesellschaften.
1921 wurde das Gebäude an Georges Pierre Schoos verkauft, der es kurz darauf erneut verkaufte. Anschließend gehörte es dem Aachener Hüttenverein Rothe Erde, der dort seinen Verwaltungssitz einrichtete. Durch Übernahmen und Fusionen gelangte das Gebäude zunächst (1922) an die Société Métallurgique des Terres Rouges (daher der Name des Gebäudes) und 1937 an die ARBED.
Die Société Métallurgique des Terres Rouges ließ das Gebäude durch den Anbau eines Flügels an der Westecke vergrößern. Die Veranda über dem Eingangstor wurde abgerissen und durch einen überdachten Innenhof ersetzt. Das Gebäude bestand aus zwei Steingeschossen und einem Dachboden. Die Keller sind teilweise in die Festungsmauern der ehemaligen Bastion Ludwig integriert.
Im Erdgeschoss befanden sich ursprünglich die Büros des Präsidenten und des Direktors. Über eine Ehrentreppe gelangt man in den Besprechungsraum im ersten Obergeschoss.
Im Sitzungssaal wurden wichtige wirtschaftliche und politische Entscheidungen getroffen: Hier entschieden Émile Mayrisch und Eugène Schneider über die Zukunft der europäischen Stahlindustrie in der Zeit zwischen den beiden Weltkriegen. In die Täfelung des Besprechungsraumes sind vier Medaillons mit Szenen aus der Stahlindustrie integriert.
Das Gebäude wurde an den luxemburgischen Staat verpachtet und vom Staatsarchiv (1936–1964) und anschließend vom Ministerium für Verkehr und Bauwesen genutzt.
Am 23. April 1941 gegen zehn Uhr abends brach im Dachgeschoss ein Feuer aus. Aufgrund der vielen dort gelagerten Dinge stand das gesamte Dach in Flammen. Die Feuerwehr Trier musste kommen, um den Brand zu löschen. 14 Tage nach dem Brand legte der Architekt von ARBED Pläne vor, die Schäden am Dach zu beheben, das zweite Stockwerk wieder aufzubauen und das Blechdach durch ein Schindeldach zu ersetzen.
1971 wurde das Gebäude von der Alters- und Invalidenversicherung erworben und 1974 dem Staat übergeben.
Am 20. Januar 2023 wurde vorgeschlagen, das Gebäude als nationales Kulturerbe einzustufen.
Um den Umzug des Ministeriums für Kultur in das neue Gebäude zu würdigen, fand am 14. Januar 2012 ein erster Tag der offenen Tür mit Besucherführung und Auftritten von Künstlern im Hôtel des Terres Rouges statt. Ein ähnliches Programm wurde am 21. April 2018 im Rahmen der „Journée portes ouvertes des institutions“ angeboten.

## Bildergalerie

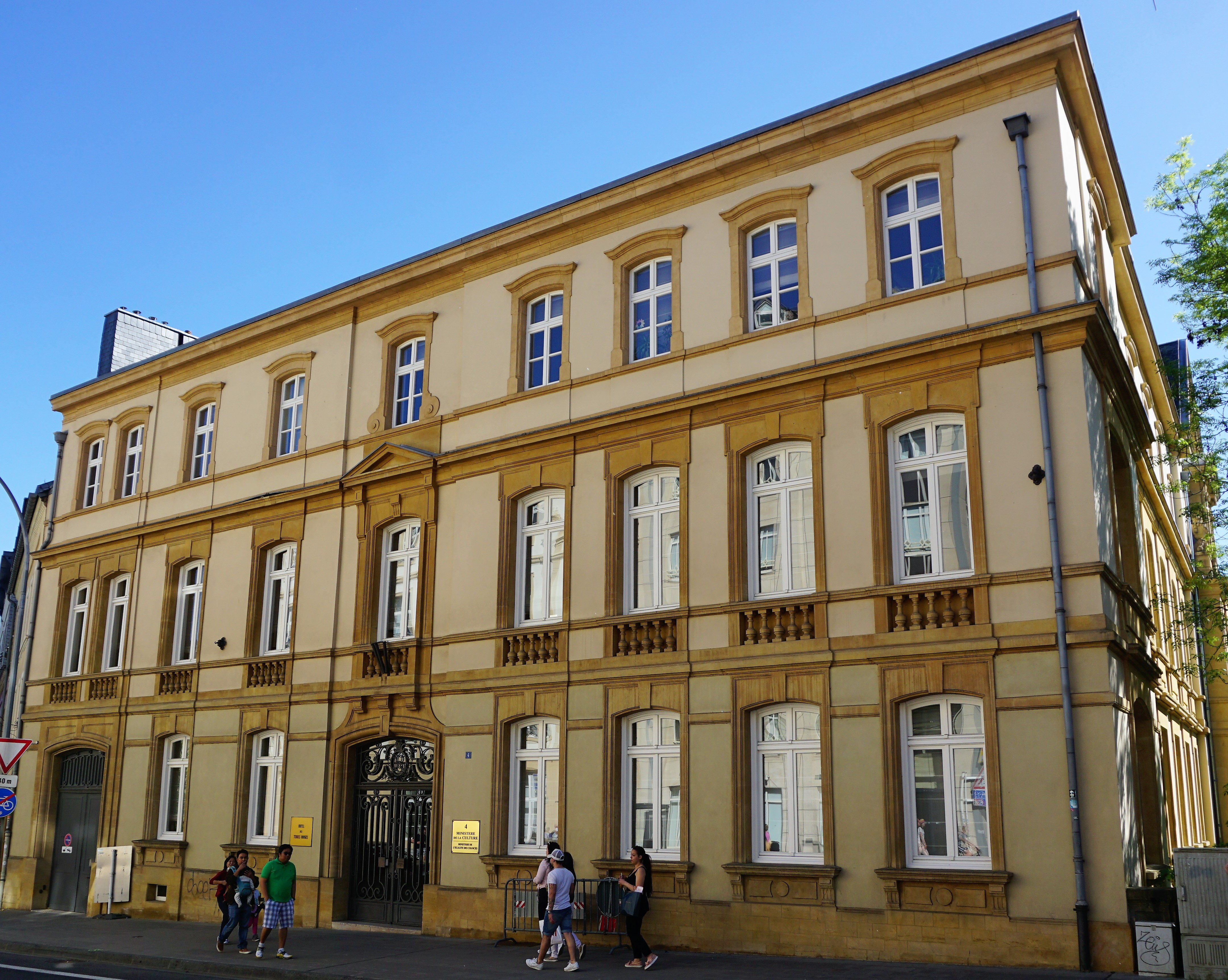
Fassade
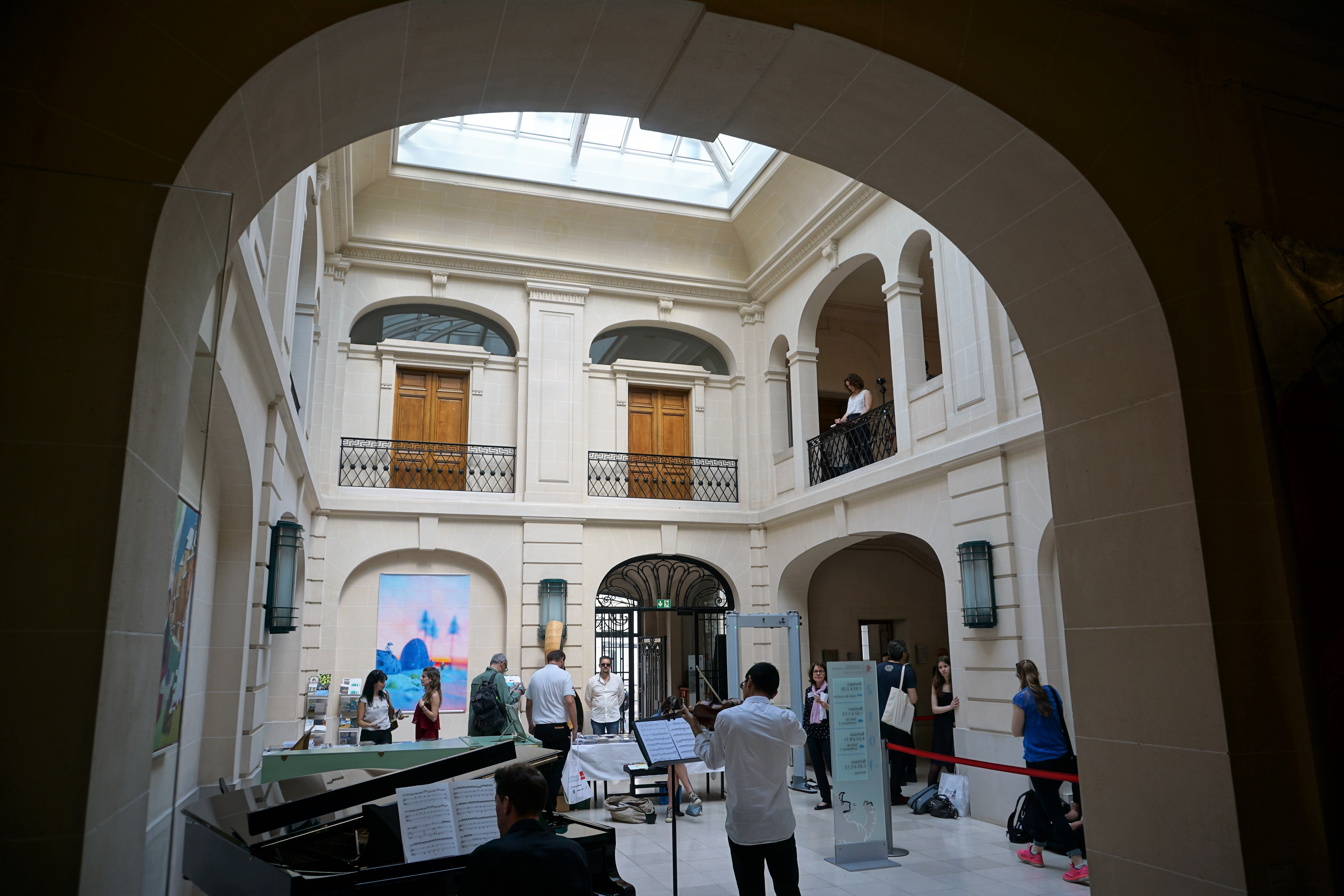
Überdachter Innenhof
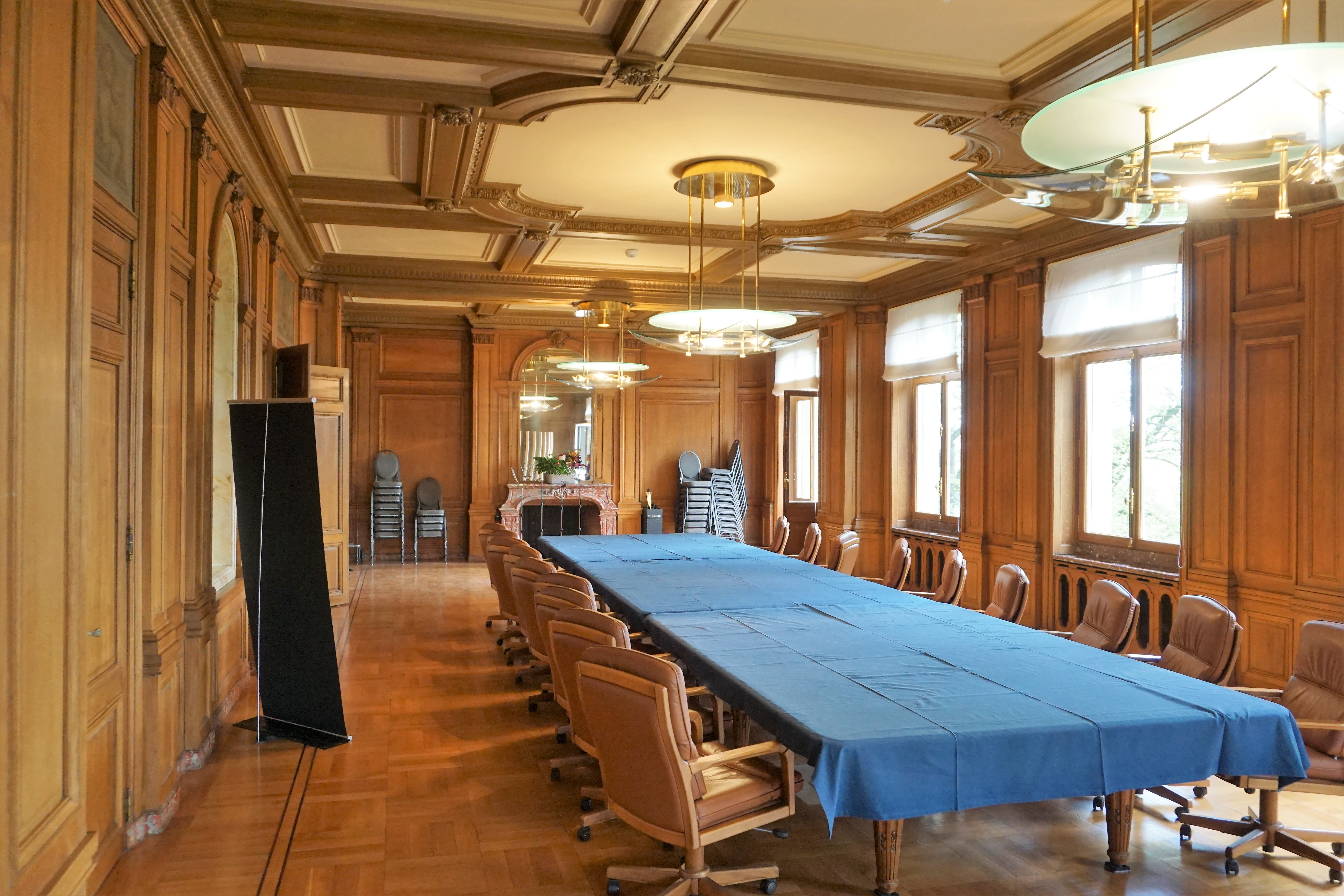
Sitzungssaal
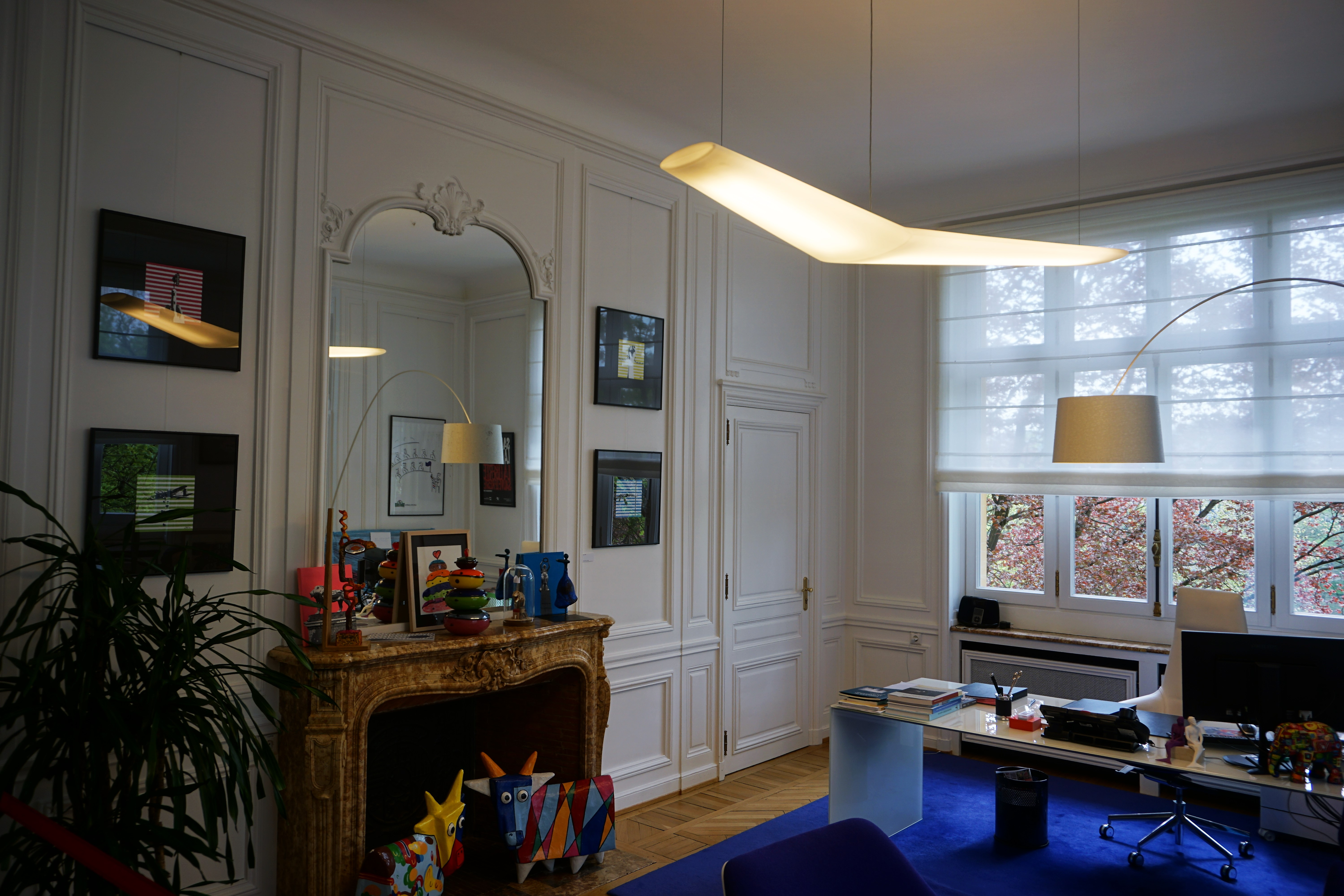
Minister-Büro (2018)
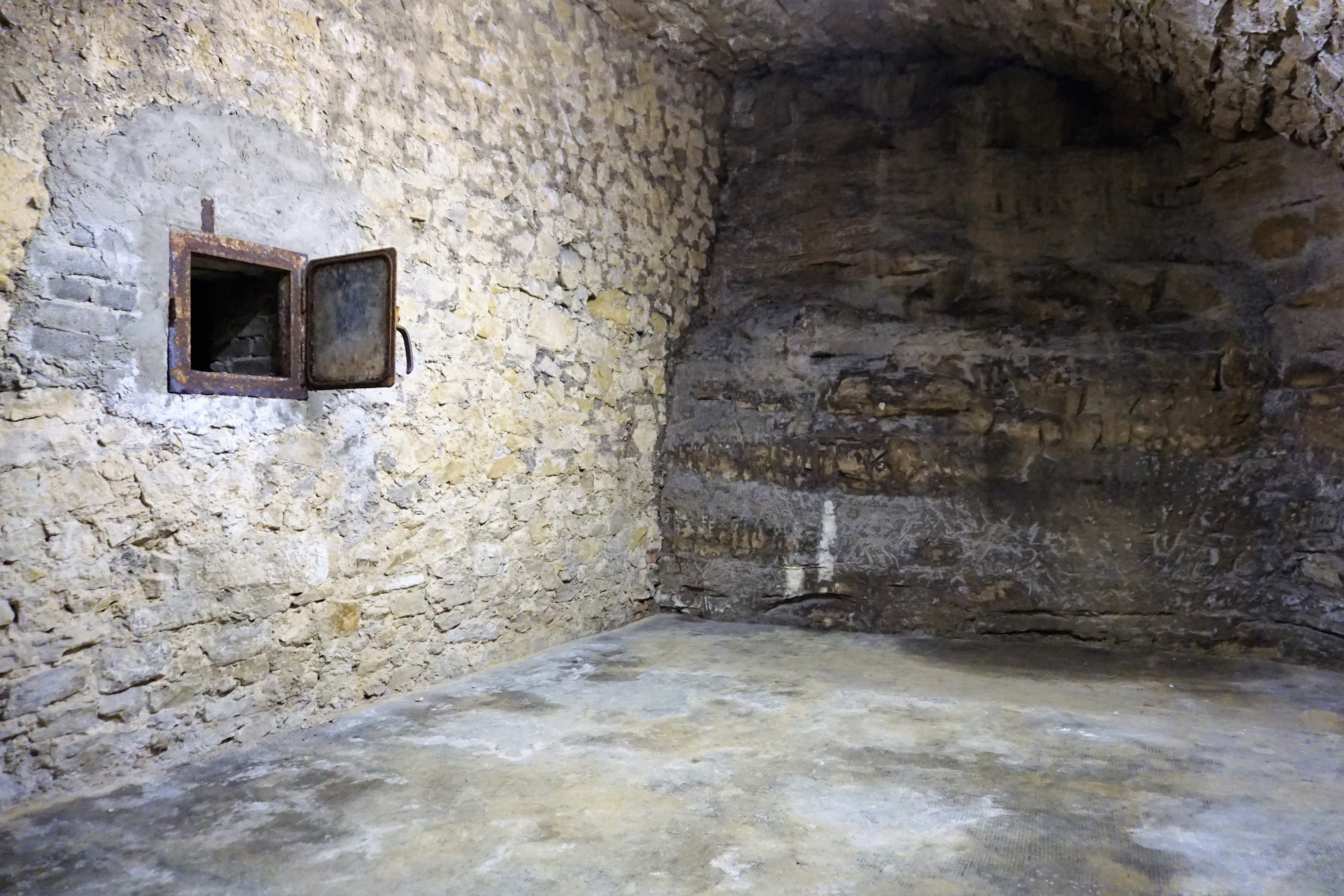
Kasematte aus der spanischen Zeit (um 1640) im  Keller des Gebäudes.
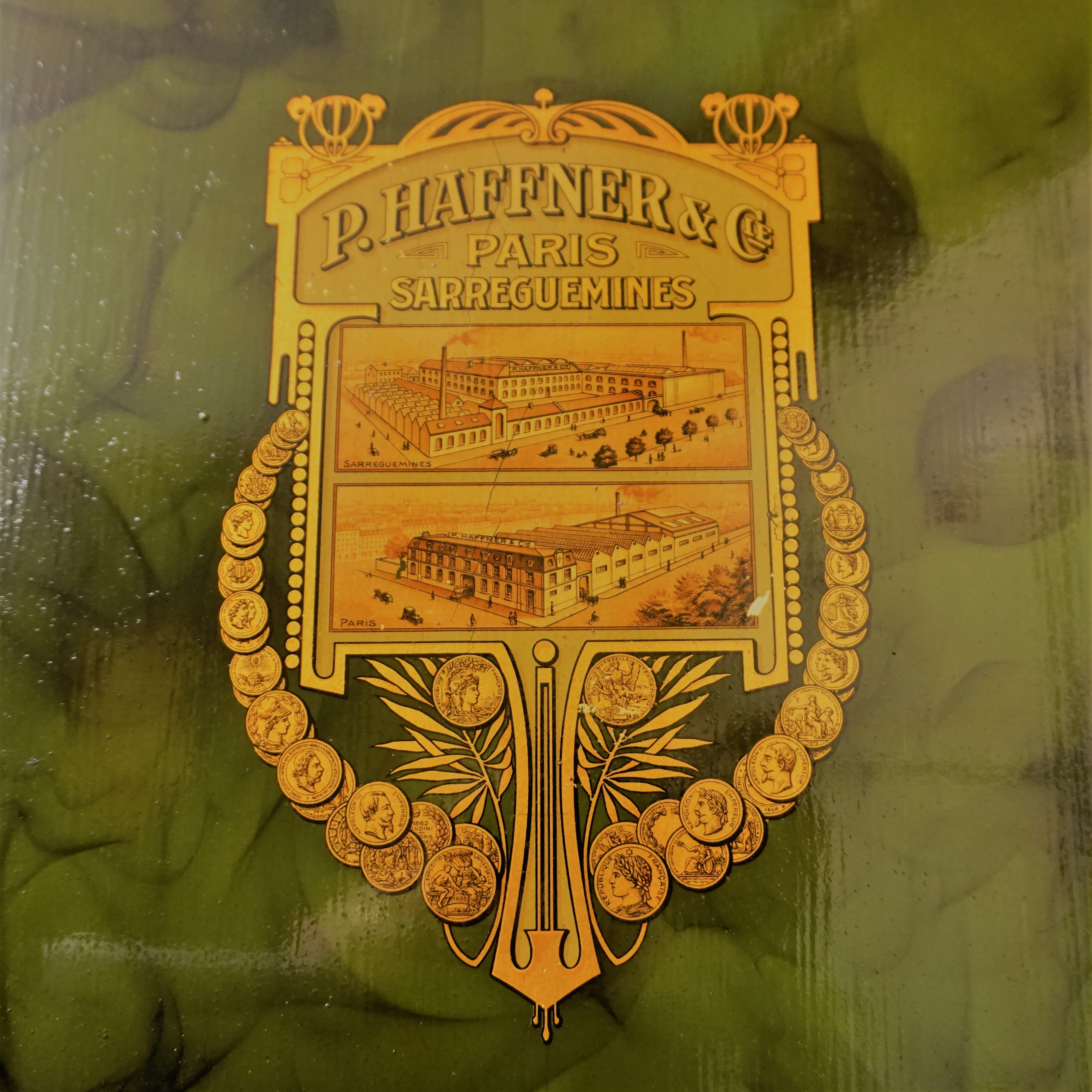